# 雪樹

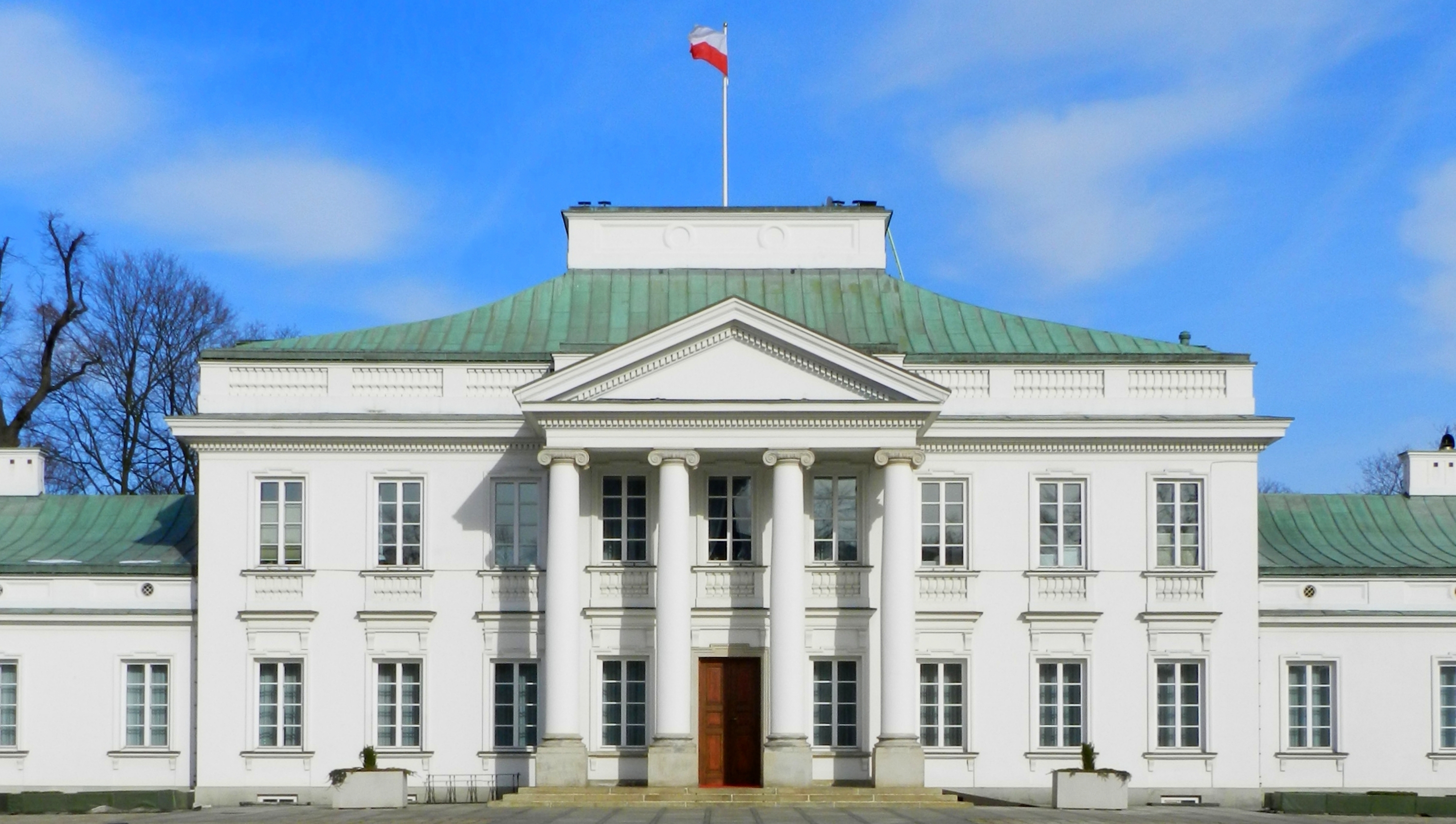
華沙美景宫

雪樹（英語：Belvedere），是以黑麥釀製的波蘭伏特加，品牌以華沙美景宫（Belweder）命名，酒瓶上亦印有該肖像。始建於1996年，是酩悅·軒尼詩－路易·威登集團旗下的頂級伏特加酒。伏特加曾造出酒度高达九成五，是世界上酒精度最高饮用酒

## 外部連結
- 官方网站